# Magic Knight Rayearth
Magic Knight Rayearth (japonsky 魔法騎士レイアース, Madžikku Naito Reiásu) je manga série od skupiny CLAMP, kterou tvoří Sacuki Igaraši, Ageha Ókawa, Cubaki Nekoi a Mokona. V Rayearth se prolínají témata dívky s magickými schopnostmi, roboty a paralelními světy.
Anime bylo vydáno v roce 2004 a OVA v 1997.

## Děj
Hikaru Šidó, Umi Rjúzaki a Fú Hóódži jsou tři středoškolačky chodící do rozdílných škol. Společně jedou na školní výlet na Tokyo Tower. Tam jsou oslepeny paprskem světla, uslyší dívčí hlas volající kouzelné rytíře, aby zachránili Cephiro, a následně se dívky objeví na planetě Cephiro. Setkávají se s mistrem mágů Clefem, který jim vysvětlí, že v Cephiro vše ovládají přání, a to buď k lepšímu, nebo horšímu. Obavy v lidských srdcích se zde zhmotňují jako stvůry, kdežto dobře myšlená přání mohou dělat zázraky. Jediná osoba, Pilíř, jejíž přání je silnější než všech ostatních, zodpovídá za zachování bezpečí a míru v Cephiro.
V první části série byla nynější Pilíř, princezna Emeraude, unesena vysokým knězem Zagatem. Dívky mají za úkol tuto princeznu zachránit, pokud se chtějí vrátit zpět na Zemi. Musejí aktivovat tři runové bohy (japonsky 魔神, mašin). Jako průvodce a ochránce dostanou stvoření Mokonu. Když se dívky dostanou k princezně, zjišťují, že se zamilovala do Zagata, což jí brání se naplno modlit jen pro Cephiro, a proto přivolala kouzelné rytíře, aby ji zabili, poněvadž nikdo v Cephiro ji nemůže zabít.
Druhá část se zabývá komplikacemi, které způsobila smrt Pilíře Cephiro. Tři planety se začaly pokoušet o dobytí planety Cephiro a titulu Pilíře. Pokud nový Pilíř nebude brzy vybrán, celá planeta bude zničena. Hikaru, Umi a Fú jsou proto znovu přivolány do Cephira. V manze se dozvídáme, že Mokona je zodpovědná za jejich návrat a je dokonce i stvořitelem jak Země, tak i Cephira. V anime se vracejí do Cephira jen díky silné touze ještě jednou vidět Cephiro.
Ke konci je Hikaru zvolena novým Pilířem, ale ta odmítne, neboť osud planety podle ní nemá spočívat v rukou jediného člověka, který má právo žít svobodně a zamilovat se.

## Postavy
- Hikaru Šidó (japonsky 獅堂光, Šidó Hikaru) chodí do osmé třídy, je na svůj věk drobná a okolí se jí často posmívá za její chlapecké chování. Je silná, odhodlaná a věrná. Stane se Rytířem ohně.
- Umi Rjúzaki (japonsky 龍咲海, Rjúzaki Umi) je jediné dítě bohatých rodičů. Je velmi horkokrevné povahy a navzdory jejímu nezájmu řešit problémy Cephira se stává Rytířem vody.
- Fú Hóódži (japonsky 鳳凰寺風, Hóódži Fú) je velmi inteligentní dívka, která o sobě občas pochybuje. Stane se Rytířem větru.